# دابانلو
دابانلو روستایی کوچک در جغرافیای کوهستانی جزء دهستان کورائیم بخش مرکزی شهرستان اردبیل است. این روستا در ۴۲هزارگزی جنوب باختری اردبیل و ۳۲هزارگزی شوسهٔ اردبیل به خلخال است.عزیز بعی مالک ۴ دانگ از ۶ دانگ دابانلو بوده است پدر گنجعلی خان .

## دلیل نامگذاری
بدلیل واقع شدن روستا در دامنه کوه نام آن دابانلو میباشد. در زبان آذری دابان به معنای پاشنه یا دامنه میباشد.
دابانلو = دامنه کوه - پاشنه کوه
.
== منابع